# Władysław Lewicki
Władysław Lewicki (ur. 31 grudnia 1897 w Lwowie, zm. 13 kwietnia 1959 w Warszawie) – polski chemik, nauczyciel i wykładowca.

## Życiorys
Urodził się w rodzinie robotniczej. Ukończył studia chemiczne na Uniwersytecie Lwowskim. W latach 1928–1932 został asystentem przy Katedrze Fizyki Politechniki Lwowskiej. Równocześnie był nauczycielem szkół średnich, początkowo w gimnazjach lwowskich, później w Warszawie, dokąd ściągnął go Jan Harabaszewski. W latach 1935–1944 uczył chemii w I Państwowym Gimnazjum i Liceum im. Stefana Batorego. W 1937 rozpoczął współpracę z Janem Hrabaszewskim w Pracowni Dydaktycznej Chemii przy Muzeum Oświaty. 
W czasie okupacji pracował jako nauczyciel na tajnych kompletach. 
Po wojnie ponownie podjął pracę nauczyciela w Państwowym Gimnazjum i Liceum im. Stefana Batorego, gdzie pracował do 1952. Od jesieni 1951 pracował w Wyższej Szkole Pedagogicznej w Warszawie, został jej dziekanem, a następnie prorektorem. Jednocześnie prowadził wykłady metodyki chemii na Uniwersytecie Warszawskim.
Po zlikwidowaniu Wyższej Szkoły Pedagogicznej został sekretarzem naukowym w Komitecie do Spraw Pokojowego Wykorzystania Energii Jądrowej przy Polskiej Akademii Nauk, gdzie pracował do śmierci. 
Był autorem podręczników szkolnych oraz wielu artykułów w czasopiśmie „Fizyka i Chemia”. Był członkiem zarządu głównego Towarzystwa Chemicznego. 

## Ordery i odznaczenia
- Złoty Krzyż Zasługi[1]